# Lawrence Cherono
Pour les articles homonymes, voir Cherono.
Lawrence Cherono (né le 7 août 1988) est un athlète kényan, spécialiste des courses de fond.
Le 16 juillet 2022, contrôlé positif à la trimétazidine, il est exclu des championnats du monde et ne peut ainsi concourir au marathon organisé le lendemain. Le 10 juillet 2024, l’Unité d’intégrité de l’athlétisme (AIU) le suspend pour sept ans, pour dopage.

## Palmarès
| Date | Compétition                            | Lieu      | Résultat | Performance     |
| ---- | -------------------------------------- | --------- | -------- | --------------- |
| 2014 | Marathon d'Alger                       | Alger     | 2d       | 2 h 10 min 16 s |
| 2015 | Marathon de Séville                    | Séville   | 1er      | 2 h 9 min 39 s  |
| 2015 | Marathon International de Lanzhou      | Lanzhou   | 2d       | 2 h 12 min 33 s |
| 2016 | Marathon de Hong Kong                  | Hong Kong | 2d       | 2 h 12 min 14 s |
| 2016 | Marathon de Prague                     | Prague    | 1er      | 2 h 7 min 24 s  |
| 2016 | Marathon international du lac Hengshui | Hengshui  | 2d       | 2 h 11 min 14 s |
| 2016 | Marathon d'Honolulu                    | Honolulu  | 1er      | 2 h 9 min 39 s  |
| 2017 | Marathon de Rotterdam                  | Rotterdam | 2d       | 2 h 6 min 21 s  |
| 2017 | Marathon d'Amsterdam                   | Amsterdam | 1er      | 2 h 5 min 9 s   |
| 2017 | Marathon d'Honolulu                    | Honolulu  | 1er      | 2 h 8 min 27 s  |
| 2018 | Marathon d'Amsterdam                   | Amsterdam | 1er      | 2 h 4 min 6 s   |
| 2019 | Marathon de Boston                     | Boston    | 1er      | 2 h 7 min 57 s  |
| 2019 | Marathon de Chicago                    | Chicago   | 1er      | 2 h 5 min 45 s  |
| 2021 | Marathon de Valence                    | Valence   | 1er      | 2 h 5 min 12 s  |
| 2022 | Marathon de Boston                     | Boston    | 2e       | 2 h 7 min 21 s  |